# 1768 na literatura

## Nascimentos
| Data          | Nome                           | Profissão | Nacionalidade | Observações | Ref |
| ------------- | ------------------------------ | --------- | ------------- | ----------- | --- |
| 4 de Setembro | François-René de Chateaubriand | poeta     | França        | m. 1848     |     |

## Mortes
| Data        | Nome            | Profissão | Nacionalidade | Observações | Ref |
| ----------- | --------------- | --------- | ------------- | ----------- | --- |
| 18 de Março | Laurence Sterne | escritor  | Irlanda       | n. 1713     |     |